# 銭形砂絵

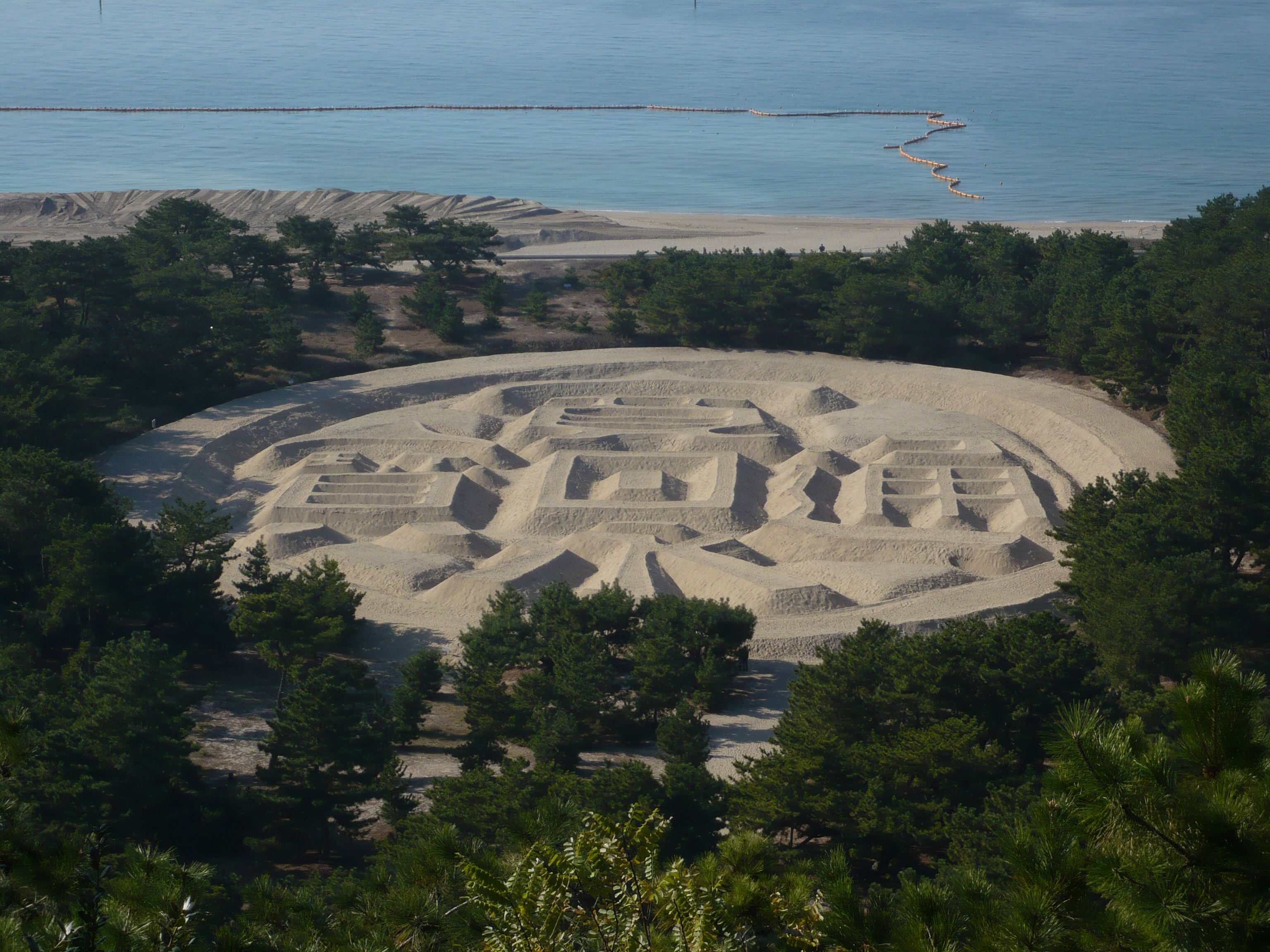
銭形砂絵

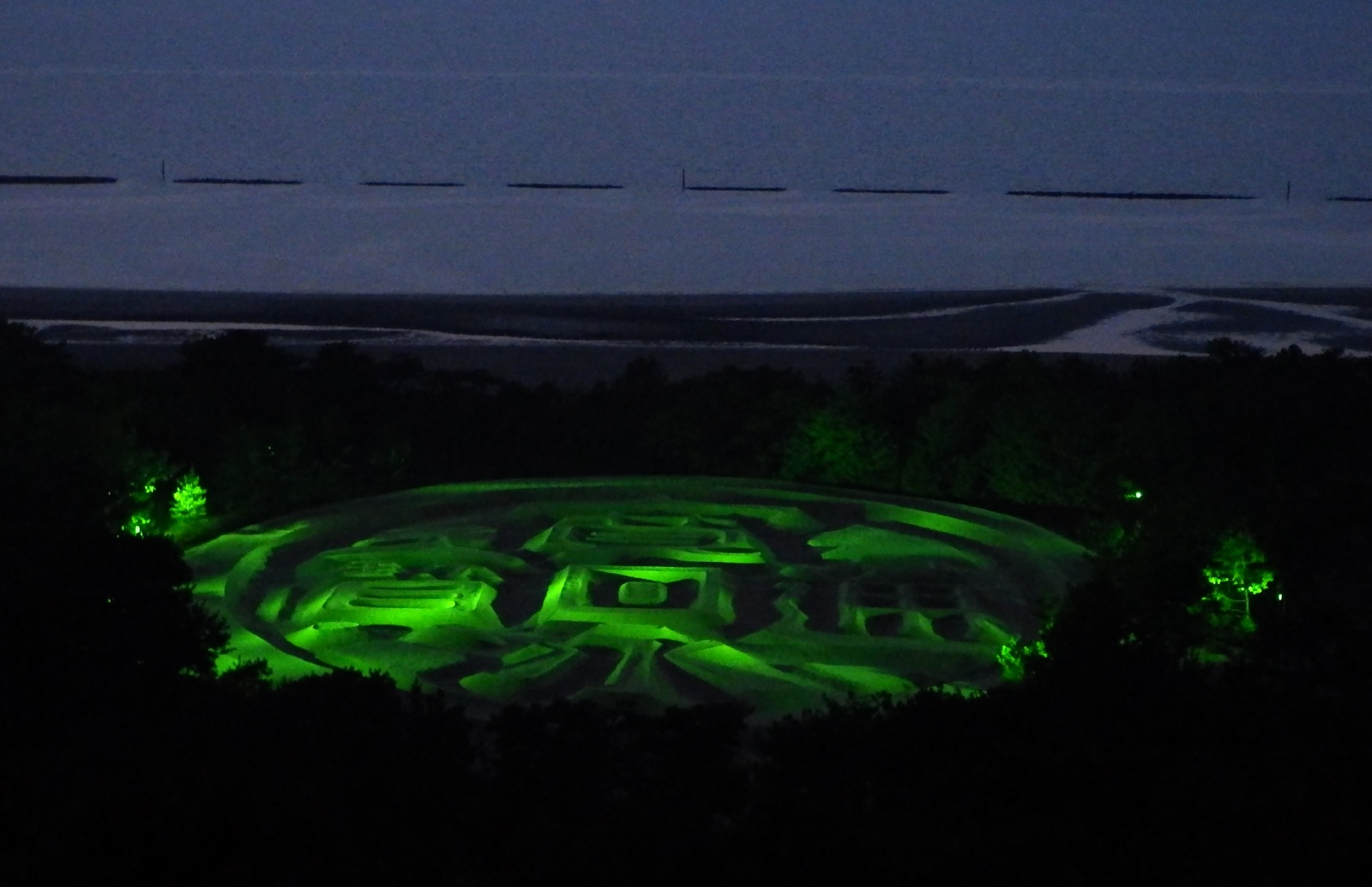
ライトアップ

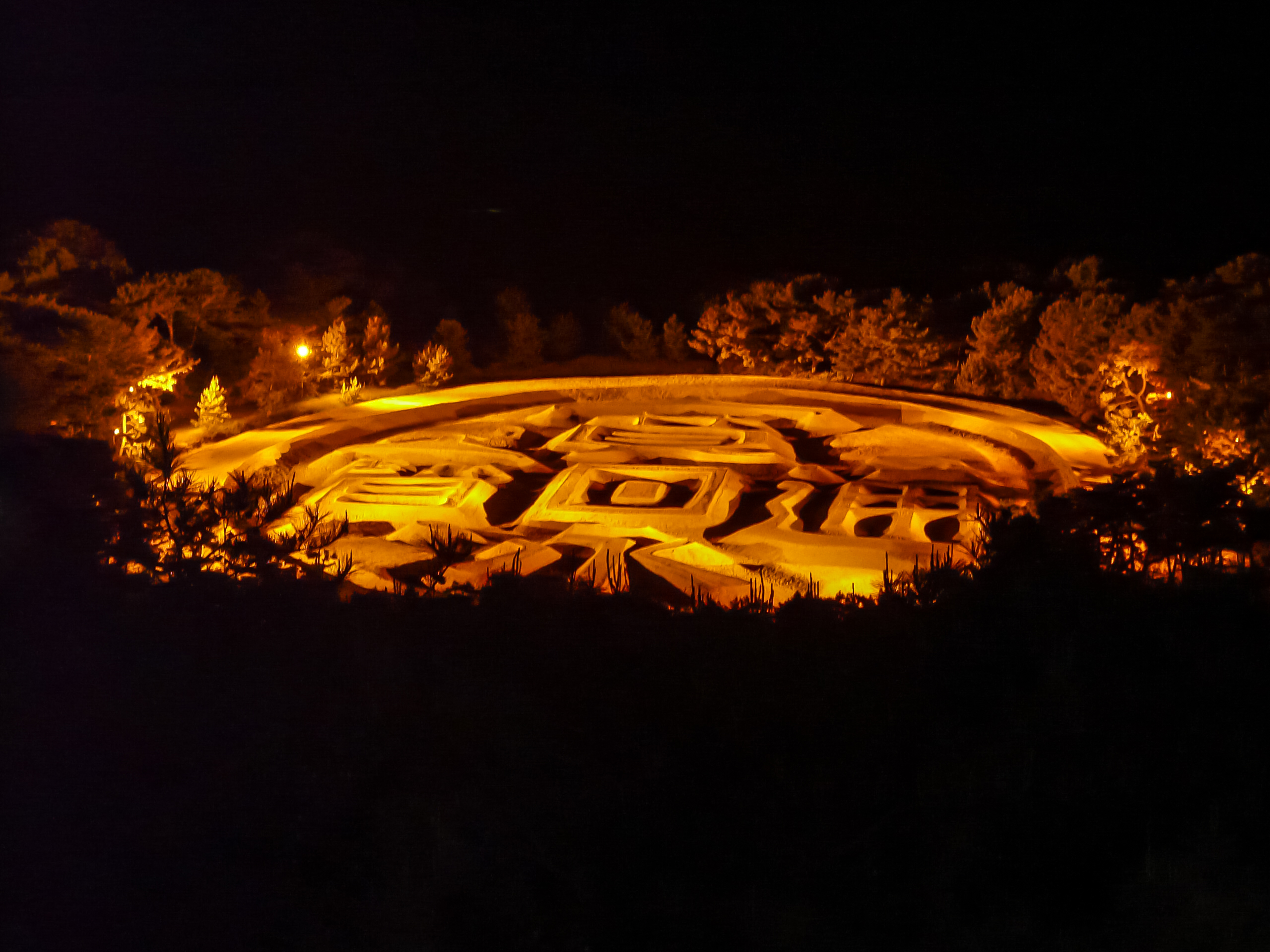
ライトアップ

銭形砂絵（ぜにがたすなえ）は、香川県観音寺市の有明浜にある、江戸時代に造られた寛永通宝を模した巨大な砂絵である。

## 概要
周囲345メートル。実物は縦（東西）122メートル、横（南北）90メートルの楕円形をしており、琴弾公園山頂の展望台からは真円のように見える。見学は無料だが、砂絵内は立入禁止区域である。夜になるとライトアップされる（日没から午後10時まで）。
例年春季と秋季の「銭形化粧直し」（砂ざらえ）や、台風などで砂が流されるなどした際には、市民総出で補修工事が行われる。
「銭形」にちなみ、世界中の貨幣を展示する「世界のコイン館」が琴弾公園内に設置されている。

## 歴史
謂れは「1633年（寛永10年）に、丸亀藩藩主の生駒高俊侯が領内を巡視することになった折、土地の人々が歓迎の気持ちを現わすため、急遽白砂に鍬を入れ一夜にして作りあげて藩主に捧げた」と伝え説明されているが、寛永通宝が鋳造されたのは寛永13年（1636年）からであり、また高俊が巡視した事実もない。また、「1855年（安政2年）に丸亀藩第7代藩主京極朗徹に見せるために造営された」説や、「もとは豊臣氏の瓢箪紋だったが、寛永10年に江戸幕府の巡検使が来ることを知って一夜で作り変えられた」という説もあるが、決定打はない。

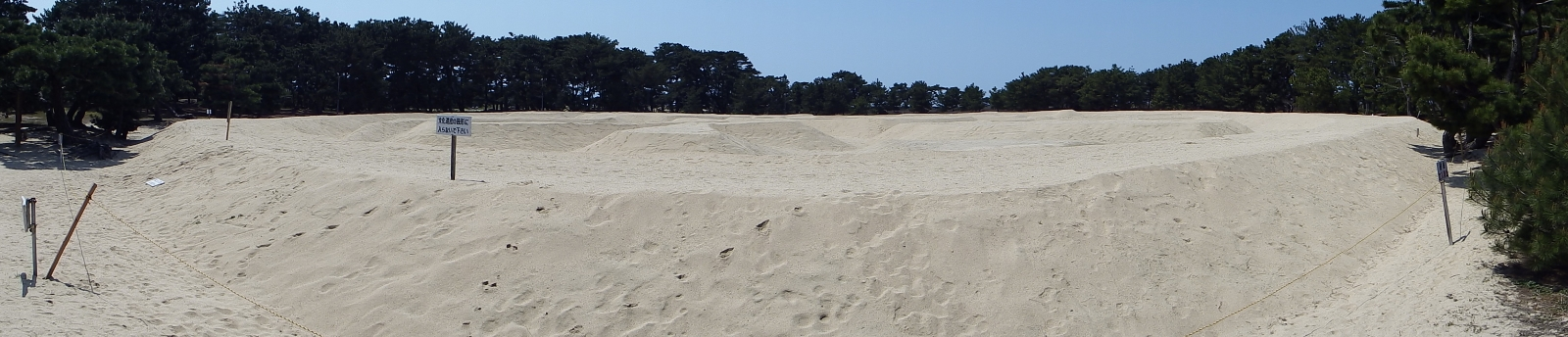
地上から

## 年中行事
- 春季（4月）- 春季銭形化粧直し
- 秋季（10月）- 秋季銭形化粧直し
- 年末年始 - ライトアップ（終夜にわたり実施）

銭形を冠する地域行事
- 冬季（1月）- 観音寺銭形たこあげ大会
- 夏季（7月）- 銭形まつり、銭形踊りコンテスト

## アクセス
- JR観音寺駅から、のりあいバス五郷高室線（フリー乗降制）で琴弾公園下車[2]。
- 観音寺駅と詫間駅を結ぶ観光バス「ハーツシャトル」が経由[6]。

## 登場作品
- テレビ時代劇『銭形平次』（大川橋蔵版）後期のタイトルバックに使用されている。
- テレビドラマ『西部警察 PART-III』の岡山・高松ロケ編（1984年2月19日放送「激突!!壇ノ浦攻防戦」）や『特捜最前線』の瀬戸内ロケ編（1985年12月19日放送「倉敷－高松－観音寺・瀬戸内に消えた時効！」）に登場している。
- 「桃太郎電鉄」シリーズでは臨時収入イベントとして登場する。
- テレビ時代劇『銭形平次』（北大路欣也版）第3シリーズからのタイトルバックに使用されている。

## エピソード

旧観音寺市（合併前）の市章

- 「銭形を見たものはお金に不自由しない」という言い伝えがある[3][4]。
- 太平洋戦争中、米軍は軍事機密が隠されていると考えて偵察を繰り返したが、終戦まで正体が判らなかった。
- 旧観音寺市（合併前）の市章、シンボルマークになっていた（現在の観音寺市は新設合併なので不使用）。

## 関連書籍
- 『銭形砂絵殺人事件』 - 赤かぶ検事シリーズ （作者：和久峻三、祥伝社、 1995年）
- 『新風神の宿るところ～観音寺市銭形砂絵の謎』（作者：森田泉、遊なぎ会、2006年）